# Brian Howe (attore)
Brian Howe (...) è un attore statunitense noto per l'interpretazione di Jay Twiste nel film La ricerca della felicità.

## Filmografia parziale

### Cinema
- Return to Me, regia di Bonnie Hunt (2000)
- K-PAX - Da un altro mondo (K-PAX), regia di Iain Softley (2001)
- The Majestic, regia di Frank Darabont (2001)
- Prova a prendermi (Catch Me If You Can), regia di Steven Spielberg (2002)
- Vita da camper (RV), regia di Barry Sonnenfeld (2006)
- Déjà vu - Corsa contro il tempo (Déjà vu), regia di Tony Scott (2006)
- La ricerca della felicità (The Pursuit of Happyness), regia di Gabriele Muccino (2006)
- Un'impresa da Dio (Evan Almighty), regia di Tom Shadyac (2007)
- Gran Torino, regia di Clint Eastwood (2008)
- Annabelle, regia di John R. Leonetti (2014)
- Annabelle 2: Creation (Annabelle: Creation), regia di David F. Sandberg (2017)
- Sweet Girl, regia di Brian Andrew Mendoza (2021)
- A proposito dei Ricardo (Being the Ricardos), regia di Aaron Sorkin (2021)

### Televisione
- Law & Order - I due volti della giustizia (Law & Order) – serie TV, 3 episodi (1994-1999)
- Bonnie – serie TV, (1995)
- In tribunale con Lynn (Family Law) – serie TV, un episodio (1999)
- Il tocco di un angelo (Touched by an Angel) – serie TV, 2 episodi (2000-2001)
- Crossing Jordan – serie TV, un episodio (2001)
- CSI - Scena del crimine (CSI: Crime Scene Investigation) – serie TV, 2 episodi (2001-2009)
- Will & Grace – serie TV, un episodio (2002)
- Giudice Amy (Judging Amy) – serie TV, un episodio (2002)
- Stan Hooper (A Minute with Stan Hooper) – serie TV, 13 episodi (2003-2004)
- Streghe – serie TV, un episodio (2005)
- CSI: Miami – serie TV, un episodio (2005)
- Senza traccia (Without a Trace) – serie TV, un episodio (2006)
- Journeyman – serie TV, 13 episodi (2007)
- NCIS - Unità anticrimine (NCIS) – serie TV, un episodio (2007)
- The Shield – serie TV, un episodio (2007)
- Boston Legal – serie TV, un episodio (2008)
- Bones – serie TV, un episodio (2008)
- Numb3rs – serie TV, un episodio (2009)
- Cold Case - Delitti irrisolti (Cold Case) – serie TV, un episodio (2010)
- Nip/Tuck – serie TV, un episodio (2010)
- The Mentalist – serie TV, un episodio (2010)
- The Closer – serie TV, un episodio (2011)
- Castle – serie TV, episodio 5x04 (2012)
- NCIS: Los Angeles – serie TV, un episodio (2012)
- Nikita – serie TV, 3 episodi (2012)
- Franklin & Bash – serie TV, 2 episodi (2012)
- Grey's Anatomy – serie TV, un episodio (2014)
- The Newsroom – serie TV, 3 episodi (2014)
- Criminal Minds – serie TV, un episodio (2015)
- CSI: Cyber – serie TV, un episodio (2016)
- American Horror Story – serie TV, un episodio (2016)
- Westworld - Dove tutto è concesso (Westworld) – serie TV, 3 episodi (2016)
- The Middle – serie TV, un episodio (2016)
- L'ultimo tycoon (The Last Tycoon) – serie TV, 2 episodi (2016-2017)
- Vice Principals – serie TV, 7 episodi (2016-2017)
- SEAL Team – serie TV, un episodio (2017)
- Designated Survivor – serie TV, un episodio (2017)
- Chicago Fire – serie TV, 5 episodi (2017-2020)
- S.W.A.T. – serie TV, un episodio (2018)
- Code Black – serie TV, un episodio (2018)
- 9-1-1 – serie TV, un episodio (2018)
- Superstore – serie TV, 2 episodi (2018-2019)
- Hawaii Five-0 – serie TV, un episodio (2019)
- All Rise – serie TV, un episodio (2019)
- Kevin Can F**k Himself – serie TV, 16 episodi (2021-2022)

## Doppiatori italiani
Nelle versioni in italiano delle opere in cui ha recitato, Brian Howe è stato doppiato da:
- Ambrogio Colombo in K-PAX - Da un altro mondo, La ricerca della felicità, Journeyman
- Pierluigi Astore in CSI - Scena del crimine (ep. 1x17), NCIS: Los Angeles, Game Change
- Saverio Indrio in The Closer, Sono il numero quattro, S.W.A.T.
- Dario Oppido in SEAL Team, Kevin Can F**k Himself, Super Pumped
- Stefano Mondini in Law & Order - I due volti della giustizia, Cold Case - Delitti irrisolti
- Roberto Stocchi in Medium, A proposito dei Ricardo
- Paolo Maria Scalondro in Annabelle, Annabelle 2: Creation
- Paolo Marchese in Grey's Anatomy, All Rise
- Massimo Pizzirani in Return to Me
- Marco De Risi in The Majestic
- Nicola Braile in The District
- Eugenio Marinelli in Prova a prendermi
- Alberto Caneva in Will & Grace
- Lorenzo Macrì in Stan Hooper
- Pieraldo Ferrante in Streghe
- Giuliano Santi in NCIS - Unità anticrimine
- Claudio Fattoretto in CSI: Miami
- Fabrizio Temperini ne La chiave del sospetto
- Roberto Pedicini in The Shield
- Michele D'Anca in Bones
- Enrico Di Troia in Gran Torino
- Gianluca Machelli in Mental
- Carlo Valli in CSI - Scena del crimine (ep. 10x02)
- Stefano De Sando in Lie To Me
- Riccardo Lombardo in Nip/Tuck
- Antonio Palumbo in The Mentalist
- Luca Violini in Liz & Dick
- Massimo Lopez in Castle
- Gianni Giuliano in Devil's Knot - Fino a prova contraria
- Luciano Roffi in Justified
- Paolo Buglioni in Criminal Minds
- Angelo Nicotra in Westworld - Dove tutto è concesso
- Raffaele Palmieri in The Middle
- Paolo Lombardi ne L'ultimo tycoon
- Emidio La Vella in Designated Survivor
- Luigi Ferraro in Code Black
- Roberto Fidecaro in Hawaii Five-0